# The Boosh
The Boosh — радио-шоу 2001 года, написанное и поставленное комик-группой Майти Буш (Джулиан Бэррэтт, Ноэль Филдинг и Рич Фулчер). Всего было выпущено 6 эпизодов, каждый из которых длился 30 минут.

## История
После успеха спектакля Autoboosh Би-би-си подписали контракт с Майти Буш на выпуск радио-эпизодов. Они были спродюсированы Дэнни Уоллесом и впервые появились на BBC London 94.9. Затем их транслировали на BBC Radio 4.

## Бокс-сет
8 ноября 2004 года компания BBC Audiobooks выпустила трёхдисковой бокс-сет, содержащий в себе все 6 эпизодов, а также дополнительные материалы.

## Список эпизодов
| # | Название  | Продюсер     | Дата Премьеры        |
| 1 | «Stolen»  | Дэнни Уоллес | 16 октября 2001 года |
| Кто-то в зоопарке по кличке "Фантом" ворует животных. Ховард и Винс пытаются найти вора. |           |              |                      |
| 2 | «Jungle»  | Дэнни Уоллес | 23 октября 2001 года |
| Устав от Боба Фоссила, Ховард и Винс отправляются на поиски бывшего директора зоопарка, который пропал давным-давно.                                                                                           |           |              |                      |
| 3 | «Jazz»    | Дэнни Уоллес | 30 октября 2001 года |
| Винс создаёт рок-группу и после того, как гитарист Дэйв уходит из неё, Винс зовёт на его место Ховарда, в которого вселяется Дух Джаза.                                                                        |           |              |                      |
| 4 | «Mutants» | Дэнни Уоллес | 6 ноября 2001 года   |
| Когда смотрителя зоопарка Джо Муса жестоко избивают, Ховард и Винс решают узнать, кто стоит за этим. Они выясняют, что Боб Фоссил разводит животных-мутантов, чтобы продавать их богатым японским бизнесменам. |           |              |                      |
| 5 | «Tundra»  | Дэнни Уоллес | 13 ноября 2001 года  |
| Боб Фоссил отправляет Винса в Испанию, а Ховарда в Арктику, чтобы они привезли новых животных в зоопарк. |           |              |                      |
| 6 | «Hitcher» | Дэнни Уоллес | 20 ноября 2001 года  |
| Ховард и Винс везут креветку Тони в специальный зоопарк для преступников. На пути к ним присоединяется загадочный автостопщик.                                                                                 |           |              |                      |